# Thinodromus obsolescens
Thinodromus obsolescens är en skalbaggsart som först beskrevs av Richard Eliot Blackwelder 1943.  Thinodromus obsolescens ingår i släktet Thinodromus och familjen kortvingar. Inga underarter finns listade i Catalogue of Life.